# ガラコンサート
ガラコンサート (gala concert) は、何かを記念して企画され、特別な催しとして行われる演奏会。日本語ではおおよそ「特別公演」「記念演奏会」「祝賀音楽会」といった意味合いである（ガラは、「祝祭」「公的なパーティー」を意味するスペイン語）。おもに年末年始や祝祭などに合わせて行われることが多い。
多くの場合、通常の演奏会の構成・形式とは大きく異なりソリストの演奏を中心に組み立てられ、オペラやオペレッタのアリアや、協奏曲の一つの楽章、オペラの序曲、間奏曲や演奏会用序曲、バレエ音楽の一部のような短い管弦楽曲、といったプログラムが多い。さらに狭義の演奏に含まれない上演がされることもあり、バレエダンサーがバレエの一場面を踊ったり、メトロポリタン歌劇場100周年記念ガラコンサートでは坂東玉三郎が鷺娘を上演した例がある。
日本ではテレビ東京が民放版ゆく年くる年終了後「東急ジルベスターコンサート」が始まるまでの大晦日に「ゆく年くる年GALAコンサート」を毎年放送していた。